# Gare de Nice CP
Gare de Nice CP – stacja kolejowa w Nicei, w departamencie Alpy Nadmorskie, w regionie Prowansja-Alpy-Lazurowe Wybrzeże, we Francji. Po zastąpieniu dworca południowego, został od przesunięty o kilkaset metrów. Jest stacją końcową linii do Digne.